# مازونه
مازونه (به عربی: مازونة) یک شهرداری در الجزایر است که در استان غلیزان واقع شده‌است.